# لاري هنتر
لاري هنتر (بالإنجليزية: Larry Hunter)‏ هو مدرب كرة سلة أمريكي، ولد في 8 أغسطس 1949 في أثينس في الولايات المتحدة، وتوفي في 4 مايو 2018 بسبب سكتة.

## روابط خارجية
- لاري هنتر على موقع كلية كرة السلة في سبورتس رفرنس.كوم (الإنجليزية)
- لاري هنتر على موقع كلية كرة السلة في سبورتس رفرنس.كوم (الإنجليزية)